# Championnat du Portugal de football 2010-2011
Navigation
2009-2010 2011-2012
La saison 2010-2011 de la Liga ZON Sagres est la 77e édition du championnat du Portugal de football. Le premier niveau du championnat oppose 16 seize clubs portugais en une série de trente rencontres jouées durant la saison de football. Elle se déroule du 13 août 2010 au 15 mai 2011, et a été remportée par le FC Porto qui fut invaincu durant la compétition. 
Les seize clubs se rencontrent chacun deux fois au cours de la saison, une fois sur le terrain de chaque autre équipe. Les rencontres sont essentiellement jouées le dimanche, et quelques rencontres sont décalées le vendredi, le samedi et le lundi.
À l'issue de la saison (voir les règles de classement), les clubs placés aux deux premières places du championnat joueront la Ligue des Champions. Le premier est directement qualifié pour la phase de groupes, le deuxième doit passer par un tour de qualification pour non-champions en août.
Le Portugal a trois places pour la Ligue Europa : la première pour le vainqueur de la Coupe du Portugal, la deuxième place revient au troisième, et la troisième au quatrième du championnat.

## Les 16 clubs participants

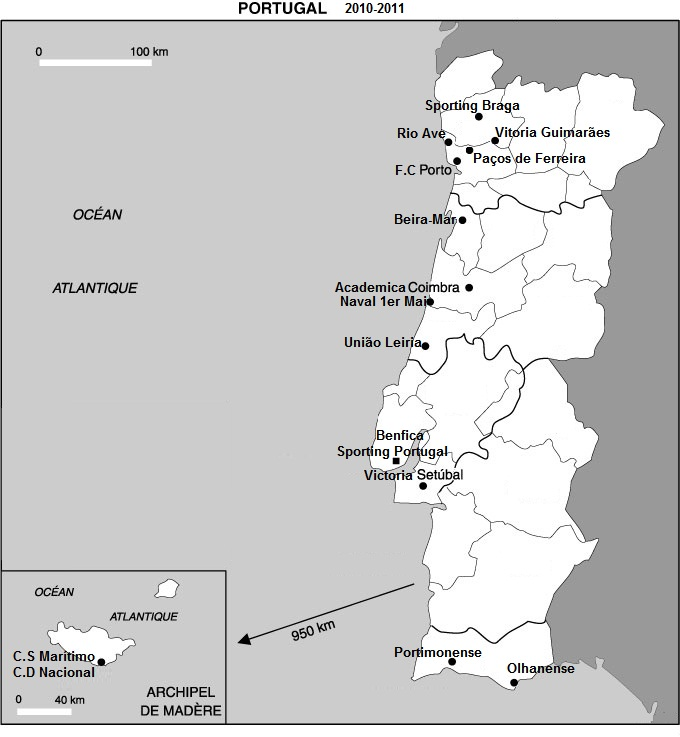
Carte des clubs de la saison

| Club                 | Classement 2009-10    | Stade                                    | Capacité | Ville             |
| -------------------- | --------------------- | ---------------------------------------- | -------- | ----------------- |
| Académica de Coimbra | 11e                   | Estádio Cidade de Coimbra                | 30 000   | Coimbra           |
| Beira-Mar            | (Champion de D2)      | Estádio Municipal de Aveiro Mário Duarte | 33 000   | Aveiro            |
| Benfica              | 1er                   | Estádio da Luz                           | 65 647   | Lisbonne          |
| Sporting Braga       | 2e                    | Estádio Municipal de Braga               | 30 000   | Braga             |
| U.Leiria             | 9e                    | Estádio Dr. Magalhães Pessoa             | 23 888   | Leiria            |
| CS Marítimo          | 5e                    | Estádio dos Barreiros                    | 9 177    | Funchal           |
| CD Nacional          | 7e                    | Estádio da Madeira                       | 5 132    | Funchal           |
| Naval 1er Mai        | 8e                    | Estádio municipal José-Bento-Pessoa      | 12 630   | Figueira da Foz   |
| Olhanense            | 13e                   | Estádio José Arcanjo                     | 10 000   | Olhão             |
| Paços de Ferreira    | 10e                   | Estádio Mata Real                        | 15 000   | Paços de Ferreira |
| Portimonense         | (Vice-Champion de D2) | Estádio do Portimonense                  | 9 544    | Portimão          |
| FC Porto             | 3e                    | Estádio do Dragão                        | 50 476   | Porto             |
| Rio Ave              | 12e                   | Estádio do Rio Ave FC                    | 12 815   | Vila do Conde     |
| Sporting Portugal    | 4e                    | Estádio José Alvalade                    | 50 466   | Lisbonne          |
| Vitoria Guimarães    | 6e                    | Estádio D. Afonso Henriques              | 30 000   | Guimarães         |
| Vitória Setubal      | 14e                   | Estádio do Bonfim                        | 21 530   | Setúbal           |

## Classement
| Rang | Équipe               | Pts | J  | G  | N  | P  | Bp | Bc | Diff |
| ---- | -------------------- | --- | -- | -- | -- | -- | -- | -- | ---- |
| 1    | FC Porto (CS)        | 84  | 30 | 27 | 3  | 0  | 73 | 16 | +57  |
| 2    | Benfica              | 63  | 30 | 20 | 3  | 7  | 61 | 31 | +30  |
| 3    | Sporting Portugal    | 48  | 30 | 13 | 9  | 8  | 41 | 31 | +10  |
| 4    | Sporting Braga (VC)  | 46  | 30 | 13 | 7  | 10 | 45 | 33 | +12  |
| 5    | Vitoria Guimarães    | 43  | 30 | 12 | 7  | 11 | 36 | 37 | -1   |
| 6    | CD Nacional          | 42  | 30 | 11 | 9  | 10 | 28 | 31 | -3   |
| 7    | Paços de Ferreira    | 41  | 30 | 10 | 11 | 9  | 35 | 42 | -7   |
| 8    | Rio Ave              | 38  | 30 | 10 | 8  | 12 | 35 | 33 | +2   |
| 9    | CS Marítimo          | 35  | 30 | 9  | 8  | 13 | 33 | 32 | +1   |
| 10   | União Leiria         | 35  | 30 | 9  | 8  | 13 | 25 | 38 | -13  |
| 11   | Olhanense            | 34  | 30 | 7  | 13 | 10 | 24 | 34 | -10  |
| 12   | Vitória Setubal      | 34  | 30 | 8  | 10 | 12 | 29 | 42 | -13  |
| 13   | Beira-Mar (P)        | 33  | 30 | 7  | 12 | 11 | 32 | 36 | -4   |
| 14   | Académica de Coimbra | 30  | 30 | 7  | 9  | 14 | 32 | 48 | -16  |
| 15   | Portimonense (P)     | 25  | 30 | 6  | 7  | 17 | 29 | 49 | -20  |
| 16   | Naval 1º de Maio     | 23  | 30 | 5  | 8  | 17 | 26 | 51 | -25  |

Qualifications européennes
Ligue des champions 2011-2012
- Phase de groupes
- 3e tour de qualification pour non-champions

Ligue Europa 2011-2012
- Tour de barrages
- 3e tour de qualification
- 2e tour de qualification

Relégation
- Relégation en Liga Orangina

Abréviations
 : Tenant du titre

(VC) : Vice-Champion

(CS) : Vainqueur de la Coupe du Portugal 2010-2011

(P) : Promu de Liga Orangina 2009-2010

## Résultats
Mise à jour : 15 mai 2011
| Résultats (▼dom., ►ext.)                                   | ACA | BEI | BEN | BRA | MAR | NAC | NAV | OLH | PAC | POR | FCP | RIO | SPO | UNI | VGu | VSe |
| Académica de Coimbra                                       |     | 3-3 | 0-1 | 0-0 | 1-5 | 2-1 | 3-0 | 1-1 | 0-0 | 1-0 | 0-1 | 0-1 | 1-2 | 0-0 | 3-1 | 1-1 |
| Beira-Mar                                                  | 2-1 |     | 1-3 | 1-2 | 1-1 | 0-2 | 3-1 | 1-0 | 3-1 | 0-1 | 0-1 | 1-1 | 1-1 | 0-0 | 3-2 | 0-0 |
| Benfica Lisbonne                                           | 1-2 | 2-1 |     | 1-0 | 2-1 | 4-2 | 4-0 | 2-0 | 2-0 | 1-1 | 1-2 | 5-2 | 2-0 | 3-3 | 3-0 | 3-0 |
| Sporting Braga                                             | 5-0 | 2-3 | 2-1 |     | 1-0 | 2-0 | 3-1 | 3-1 | 1-2 | 3-1 | 0-2 | 1-0 | 0-1 | 0-0 | 3-1 | 2-2 |
| CS Marítimo                                                | 1-0 | 1-0 | 0-1 | 1-2 |     | 1-1 | 1-0 | 4-0 | 1-1 | 1-1 | 0-2 | 0-1 | 0-3 | 1-1 | 2-0 | 0-1 |
| CD Nacional                                                | 1-1 | 0-0 | 2-1 | 1-1 | 0-0 |     | 2-1 | 0-1 | 1-0 | 3-1 | 0-2 | 1-0 | 1-0 | 0-1 | 1-3 | 1-0 |
| Naval 1er Mai                                              | 3-1 | 2-2 | 2-1 | 0-0 | 0-3 | 1-2 |     | 1-1 | 1-2 | 1-1 | 0-1 | 0-1 | 1-3 | 0-3 | 0-3 | 0-0 |
| Olhanense                                                  | 2-1 | 1-1 | 1-1 | 0-2 | 1-1 | 0-0 | 1-3 |     | 0-0 | 2-0 | 0-3 | 2-2 | 2-2 | 1-0 | 0-0 | 3-1 |
| Paços de Ferreira                                          | 5-1 | 1-1 | 1-5 | 2-2 | 1-0 | 0-1 | 0-0 | 1-0 |     | 2-2 | 0-3 | 1-6 | 1-0 | 1-1 | 2-1 | 2-0 |
| Portimonense                                               | 2-2 | 1-0 | 0-1 | 0-3 | 1-0 | 1-1 | 0-1 | 1-1 | 0-1 |     | 2-3 | 3-1 | 1-3 | 1-2 | 2-1 | 3-4 |
| FC Porto                                                   | 3-1 | 3-0 | 5-0 | 3-2 | 4-1 | 3-0 | 3-1 | 2-0 | 3-3 | 2-0 |     | 1-0 | 3-2 | 5-1 | 2-0 | 1-0 |
| Rio Ave FC                                                 | 2-2 | 1-1 | 1-2 | 2-0 | 0-0 | 0-1 | 1-0 | 0-1 | 3-1 | 2-0 | 0-2 |     | 0-0 | 1-0 | 2-3 | 2-0 |
| Sporting Portugal                                          | 2-0 | 1-0 | 0-2 | 2-1 | 1-0 | 1-1 | 3-3 | 0-0 | 2-3 | 2-1 | 1-1 | 1-0 |     | 0-0 | 2-3 | 0-1 |
| U.Leiria                                                   | 2-1 | 0-3 | 0-3 | 3-1 | 1-3 | 2-1 | 1-0 | 0-2 | 0-0 | 0-1 | 0-2 | 1-0 | 1-2 |     | 0-1 | 1-0 |
| Vitoria Guimarães                                          | 0-2 | 1-0 | 2-1 | 2-1 | 2-0 | 0-0 | 1-2 | 1-0 | 1-1 | 2-0 | 1-1 | 0-0 | 1-1 | 1-0 |     | 1-1 |
| Vitória Setubal                                            | 0-1 | 0-0 | 0-2 | 0-0 | 2-4 | 2-1 | 1-1 | 0-0 | 1-0 | 3-1 | 0-4 | 3-3 | 0-3 | 4-1 | 2-1 |     |
| - Victoire à domicile - Match nul - Victoire à l'extérieur |     |     |     |     |     |     |     |     |     |     |     |     |     |     |     |     |

## Statistiques

### Classement des buteurs
Source : Statistiques sur le site de la Lpfp
| Position | Joueur           | Club                 | Buts | Matchs |
| -------- | ---------------- | -------------------- | ---- | ------ |
| 1        | Hulk             | Porto                | 23   | 26     |
| 2        | Falcao           | Porto                | 16   | 22     |
| 3        | João Tomás       | Rio Ave              | 16   | 29     |
| 4        | Óscar Cardozo    | Benfica              | 12   | 22     |
| 5        | Baba Diawara     | Marítimo             | 11   | 29     |
| 6        | Silvestre Varela | Porto                | 10   | 26     |
| 7        | Edgar            | V. Guimarães         | 10   | 30     |
| 8        | Carlão           | União de Leiria      | 9    | 14     |
| 9        | Javier Saviola   | Benfica              | 9    | 24     |
| 10       | Cláudio Pitbull  | V. Setúbal           | 9    | 26     |
| 11       | Leandro Tatu     | Beira-Mar            | 9    | 27     |
| 12       | Mario Rondón     | FC Paços de Ferreira | 9    | 27     |

### Classement des passeurs
Source : Classement des passeurs
| Position | Joueur          | Club              | Passes |
| -------- | --------------- | ----------------- | ------ |
| 1        | Hulk            | FC Porto          | 13     |
| 2        | Artur           | Beira-Mar         | 9      |
| 3        | James Rodríguez | FC Porto          | 8      |
| 4        | Javier Saviola  | Benfica Lisbonne  | 8      |
| 5        | Rúben Micael    | FC Porto          | 6      |
| 6        | Manuel José     | Paços de Ferreira | 6      |
| 7        | Bruno Gama      | Rio Ave FC        | 6      |
| 8        | Daniel Candeias | Portimonense      | 6      |
| 9        | Paulo Sérgio    | Olhanense         | 6      |

## Récompenses

### Joueur du mois
Il est élu par les entraîneurs et les votes des internautes.
Source : lpfp.pt
| Mois             | Joueur         | Club    |
| ---------------- | -------------- | ------- |
| Septembre        | Hulk           | Porto   |
| Octobre          | Hulk           | Porto   |
| Novembre         | João Tomás     | Rio Ave |
| Décembre-Janvier | Hulk           | Porto   |
| Février          | Fábio Coentrão | Benfica |
| Mars             | Fredy Guarín   | Porto   |
| Avril            | Radamel Falcao | Porto   |

### SJPF Jeune joueur du mois
| Mois      | Joueur         | Club                 |
| --------- | -------------- | -------------------- |
| Septembre | Fábio Coentrão | Benfica              |
| Octobre   | Candeias       | Portimonense         |
| Novembre  | Rui Patrício   | Sporting CP          |
| Décembre  | André Santos   | Sporting CP          |
| Janvier   | Pizzi          | FC Paços de Ferreira |
| Février   | Fábio Coentrão | Benfica              |
| Mars      | Rui Patrício   | Sporting CP          |
| Avril     | Rui Patrício   | Sporting CP          |

### SJPF Fair Play
Ce prix est attribué à l'équipe qui a reçu le moins de points au classement du fair-play durant le mois considéré:
- 1 point le carton jaune
- 3 points joueur expulsé après 2 cartons jaunes
- 5 points le carton rouge direct[10]

| Mois      | Club              |
| --------- | ----------------- |
| Septembre | Nacional          |
| Octobre   | Sporting          |
| Novembre  | Olhanense         |
| Décembre  |                   |
| Janvier   |                   |
| Février   | Vitória Guimarães |
| Mars      | União Leiria      |
| Avril     | Naval 1º de Maio  |